# Карл Осберн
Карл Осберн  (англ. Carl Osburn, 5 травня 1884) — американський стрілець, олімпійський чемпіон.

## Виступи на Олімпіадах
| Олімпіада      | Дисципліна                                          | Місце |
| -------------- | --------------------------------------------------- | ----- |
| Стокгольм 1912 | довільна гвинтівка, три позиції, 300 м              | 17    |
| Стокгольм 1912 | військовий карабін, три позиції, 300 м              | 2     |
| Стокгольм 1912 | військовий карабін, довільна позиція, 600 м         | 2     |
| Стокгольм 1912 | військовий карабін, 200, 400, 500 та 600 м, команда | 1     |
| Стокгольм 1912 | дрібнокаліберна гвинтівка, довільна позиція, 50 м   | 13    |
| Стокгольм 1912 | дрібнокаліберна гвинтівка, 50 м, лежачи, команда    | 3     |
| Стокгольм 1912 | дрібнокаліберна гвинтівка, зникаюча мішень, 25 м    | 34    |
| Антверпен 1920 | довільна гвинтівка, три позиції, 300 м              | 4     |
| Антверпен 1920 | довільна гвинтівка, три позиції, 300 м, команда     | 1     |
| Антверпен 1920 | військовий карабін, лежачи, 300 м, команда          | 1     |
| Антверпен 1920 | військовий карабін, стоячи, 300 м                   | 1     |
| Антверпен 1920 | військовий карабін, стоячи, 300 м, команда          | 2     |
| Антверпен 1920 | військовий карабін, 300 та 600 м, лежачи, команда   | 1     |
| Антверпен 1920 | рухома мішень, одиночні постріли, команда           | 3     |
| Антверпен 1920 | рухома мішень, постріли з двох стволів, команда     | 4     |
| Париж 1924     | довільна гвинтівка, лежачи, 600 м                   | 2     |

## Зовнішні посилання
- Досьє на sport.references.com [Архівовано 29 грудня 2008 у Wayback Machine.]